# Adam Pascal
Adam Pascal (Nova Iorque, 25 de outubro de 1970) é um ator e cantor estadunidense, mais conhecido por sua performance (nomeada ao Tony Award) como Roger Davis no elenco original do musical da Broadway de Jonathan Larson, "Rent", em 1996, e por sua atuação na versão cinematográfica do mesmo musical, em 2005. Também é conhecido pelos papéis de Radames na obra Aida, escrita por Elton John e Tim Rice, e de Emcee na obra Cabaret. Adam também fez a narração e cantou uma canção no episódio duplo "Tale of the Mighty Knights" para o show The Backyardigans. A canção chama-se "I'm Not an Egg Anymore" e é a música final do episódio. Em 2016, ele interpretou William Shakespeare no musical Something Rotten!.